# 47th-50th Streets-Rockefeller Center
47th-50th Streets-Rockefeller Center è una stazione della metropolitana di New York situata sulla linea IND Sixth Avenue. Nel 2019 è stata utilizzata da 18 604 810 passeggeri, risultando l'undicesima più trafficata della rete. È servita dalle linee D e F sempre, e dalle linee B e M durante i giorni feriali esclusa la notte.

## Storia
La stazione fu aperta il 15 dicembre 1940.

## Strutture e impianti
La stazione è sotterranea, ha due banchine ad isola e quattro binari, due per i treni locali e due per quelli espressi. È posta al di sotto di Sixth Avenue e il mezzanino possiede quindici uscite per il piano stradale: quattro all'incrocio con 47th Street, tre all'incrocio con 48th Street, una all'interno di 1230 Avenue of the Americas, due nella piazza di 1221 Avenue of the Americas, due all'incrocio con 49th Street, due all'incrocio con 50th Street e una nel Radio City Music Hall. Il mezzanino ha anche una serie di collegamenti con i piani sotterranei del Rockefeller Center. Un ascensore posizionato nell'angolo nord-ovest dell'incrocio con 49th Street rende la stazione accessibile alle persone con disabilità motoria.

## Interscambi
La stazione è servita da alcune autolinee gestite da NYCT Bus.
- Fermata autobus